# Luigi Giambene
Luigi Giambene (Roma, 26 novembre 1866 – Roma, 29 giugno 1944) è stato un esperantista e teologo italiano.
Dottore in teologia, esponente della curia pontificia, monsignore, teneva lezioni di lingua ebraica e lingua greca presso la Pontificia Università Urbaniana.
Fu sostituto della sezione delle indulgenze della Sacra Congregazione del Santo Offizio.

## Biografia
Giambene nacque a Roma il 26 novembre 1866, figlio di Ludovico ed Ersilia Tani. Il nome, Luigi, era quello del defunto nonno paterno, che era stato direttore delle Poste pontificie di piazza San Silvestro (è ricordato, tra l'altro, nell'Epistolario di Giacomo Leopardi).
I suoi primi studi furono presso il collegio Bandinelli di Via Giulia. Da lì passò al seminario romano, per poi entrare il 16 settembre 1880 al collegio Nazareno, fino al 28 agosto 1882, quando entrò nel noviziato dei gesuiti (Villa Torlonia a Castel Gandolfo). Gli ultimi due anni di seminario li trascorse al seminario Romano Maggiore, nell'antica sede a Sant'Apollinare. Fu ordinato sacerdote il 21 luglio 1889.
Già insegnante di lingua ebraica e lingua greca alle “scuole della S.C. di propaganda fide” iniziò quasi subito il suo servizio in Vaticano, quale “officiale della Sacra congregazione delle indulgenze e sante reliquie”.
Nel 1905 Giambene venne nominato alla cattedra di ebraico (e qualche tempo dopo, anche di greco) presso l'attuale Università Urbaniana. A fine febbraio arriva al Giambene la nomina a “Cameriere segreto soprannumerario di Sua Santità” (è il titolo di “monsignore”, che gli venne confermato anche dai papi seguenti).
Ulteriore nomina avvenne il 26 ottobre 1908, quando Giambene divenne sostituto della sezione delle indulgenze della Sacra Congregazione del Santo Offizio.
Nel 1915, a soli 49 anni di età, Giambene già non godeva di buona salute, tanto che si vide costretto a interrompere gli insegnamenti presso il Pontificio Collegio Urbano. Nello stesso anno termina anche il suo servizio presso la Congregazione vaticana: il 26 ottobre 1915 papa Benedetto XV accettò le sue dimissioni dall'ufficio di sostituto della sezione della Indulgenze e gli concesse una pensione di Lire 200 a favore della madre, Ersilia Tani, ved. Giambene.
Monsignor Giambene conservò il suo servizio pastorale come canonico della chiesa di Santa Maria in Montesanto (la cosiddetta “chiesa degli artisti”).
Nel 1932, compilando la "scheda personale del sacerdote", mons. Giambene indica quale dimora l'indirizzo di via Germanico 203, int. 13, "presso alcuni parenti". Da una data sconosciuta, egli diventa ospite del Pontificio collegio pio latino americano, nella prima sede storica, oggi non più esistente, in Via Gioacchino Belli 3.
Monsignor Giambene morì il 29 giugno 1944 alle 20:15, dopo lunga malattia, come annotò nel suo manoscritto padre Pietro Maina, storico del Collegio pio latino americano.
All'indomani della sepoltura al cimitero del Verano, un breve necrologio appare sul giornale vaticano L'Osservatore Romano, con menzione del fatto che Giambene, a causa della sua conoscenza di molte lingue europee e orientali “rendeva servigi segnalati agli uffici della Santa Sede”
La tomba di monsignor Giambene si trova nella zona del Verano detta “scogliera” e precisamente al lato sinistro esterno della cappella dell'arciconfraternita della Pia unione del Sacro Cuore di Gesù agonizzante.

## Il ruolo nell'esperantismo
Giambene si avvicinò all'esperanto nel 1902, diventando uno dei pionieri del movimento esperantista italiano. A partire da quell'anno iniziò ad adoperarsi per la promozione dell'esperanto a Roma, città dove sino a quel momento non si registravano esperantisti; il suo lavoro culminò il 14 dicembre 1905, quando, avendo riunito un gruppo di quattordici cultori della lingua, fondò ufficialmente il Centro esperantista romano (il primo in Italia) con il nome latino di "Imperiosa Civitas".
Giambene intrattenne stretti rapporti con papa Pio X, con cui in più occasioni parlò della lingua internazionale. Da parte sua, il pontefice si rivolgeva spesso a Giambene apostrofandolo ironicamente come "Monsignor Esperanto". Durante un'udienza concessa a Giambene il 2 giugno 1906, Giambene donò al pontefice le prime copie della neonata rivista esperantista cattolica Espero Katolika, edita dalla Unione esperantista cattolica internazionale; il papa lesse ad alta voce una poesia in esperanto di Aleksandro Dombrovski a lui dedicata, ed espresse per la prima volta la benedizione di un pontefice nei confronti di Espero Katolika, del suo direttore Emile Peltier e del movimento esperantista in generale.
Dopo l'udienza del 1906, delegazioni del Gruppo esperantista romano furono spesso ricevute in udienza da Pio X.
Tenne corsi, scrisse articoli e pronunciò discorsi sull'esperanto.
Fu uno dei principali organizzatori del quarto Internacia katolika kongreso ("Congresso cattolico internazionale"), che si tenne a Roma nel settembre 1913.
Nel 1919 fu inoltre cofondatore del Roma Esperanto-Instituto, assieme a Bruno Migliorini, Alfredo Stromboli e D. Cossaro; l'associazione si proponeva di promuovere [...] l'insegnamento della lingua ausiliaria internazionale [...] e la diffusione del suo utilizzo nelle relazioni internazionali", ed era una sezione dell'Istituto italiano di esperanto (allora "Cattedra italiana di esperanto").

## Opere
Nel 1900 redasse in francese il capitolo di presentazione della Congregazione delle indulgenze e sante reliquie, per il libro “L'Eglise catholique à la fin du XIX siècle”.
A 31 anni, nel 1897, aveva pubblicato un fascicolo sulla “Declinazione dei nomi sostantivi della Lingua tedesca”, mentre nel 1899 tradusse dal tedesco, con adattamenti per i fedeli italiani, il “Manuale d'indulgenze” di Joseph Hilgers.
Opere realizzate per l'esperantismo: nel 1906 redasse uno dei primi vocabolari italiano-esperanto pubblicato dalla casa editrice romana Bernardo Lux Editore., contenente circa 4 500 voci. Pubblicò inoltre una grammatica.
Nello stesso anno Giambene pubblicò un'antologia letteraria, Tra la Esperanta literaturo ("Nella letteratura in esperanto"), con cinquanta brani tratti da diversi scritti originali in lingua, sia a carattere letterario che scientifico e saggistico. La seconda edizione dell'antologia uscì già nel 1908.
Sempre nel 1908 curò la pubblicazione e redazione della rivista esperantista Roma Esperantisto ("L'esperantista romano"), nata nel 1907.